# Vuza Nyoni
Vuza Nyoni (Bulawayo, 24 aprile 1984) è un calciatore zimbabwese, centrocampista del KFC Poperinge.

## Palmarès

### Club

#### Competizioni nazionali
- Campionato zimbabwese: 1

Highlanders: 2006